# Hertings kyrka
Hertings kyrka är en kyrkobyggnad som tillhör Falkenbergs församling i Göteborgs stift. Kyrkan ligger i stadsdelen Herting i Falkenberg vid södra sidan av Ätran och betjänar den allt mer expanderande bebyggelsen.

## Kyrkobyggnaden
Kyrkobyggnaden med kringlokaler uppfördes 1971 - 1972 efter ritningar av arkitekt Roland Hübel och invigdes 21 juni 1972 av biskop Bertil Gärtner. Kyrkan består av rektangulärt enskeppigt långhus med utbyggt vapenhus i väster. Långhusets östparti är avdelat i ett smalare kor, flankerat av två smårum. Ingången ligger i väster och går via vapenhuset. Kyrkorummet har väggar av blottat fasadtegel. På altarväggen finns ett kors bestående av tolv lila glaskuber inmurade i tegelväggen. Innertaket är buret av limmade träbalkar. Kyrkorummets golv är belagt med brun kalksten. Vid kyrkorummets södra sida finns en vikvägg mot en konfirmandsal. Vikväggen kan öppnas upp när antalet sittplatser behöver utökas.
Kyrkans exteriör har tältform med takfallen täckta med brunt betongtegel. Gavlarnas tegelmurar är slammade.

## Inventarier
- En koniskt rund dopfunt är murad i brunt, stående, glaserat tegel och har en dopskål av koppar.
- Orgeln invigdes i februari 1975 och är byggd av orgelbyggare Anders Persson i Helsingborg. Den ersattes 2008 av en digitalorgel.
- I koret står predikstolen som är en ambo av klarlackad furu.
- På östra korväggen hänger en altartavla av keramik och stavlimmad furu. Tavlans motiv är nattvarden.

## Omgivning
- På gräsmattan norr om kyrkan står en klockstapel på betongfundament. I stapeln hänger en kyrkklocka gjuten av Ohlssons klockgjuteri i Ystad. Stapeln med klocka invigdes 1973.

### Webbkällor
- Församlingen informerar om kyrkan
- byggnadspresentation